# Alessandro Valignano
Alessandro Valignano (en chino: 范禮安 Fàn Lǐ’ān; Chieti, Reino de Nápoles, febrero de 1539 – Macao, 20 de enero de 1606) fue un misionero jesuita italiano que ayudó a supervisar la introducción del catolicismo en el Lejano Oriente, y en especial a Japón.
Valignano se unió a la Compañía de Jesús en 1566, y fue enviado al Lejano Oriente en 1573. El nombramiento de un napolitano para supervisar un dominio de Portugal en Asia fue en su momento bastante polémico, y su nacionalidad, así como sus políticas adaptacionistas y expansionistas, dieron lugar a muchos conflictos con el personal de la misión.

## Educación y comisión
Se destacó como estudiante en la Universidad de Padua, donde estudió teología cristiana. Las ideas de Valignano en sobre el mensaje cristiano católico convencieron a muchos dentro de la Iglesia católica que él era la persona perfecta para llevar el espíritu de la Contrarreforma (la reacción contra la Reforma protestante) al Lejano Oriente. Fue ordenado sacerdote en esa orden y, a la edad de 34 años, fue nombrado Visitador de las Misiones en la India y había hecho su profesión del cuarto voto después de sólo siete años en la orden.
Como visitador su responsabilidad era examinar y reorganizar siempre que era necesario las estructuras de la misión y los métodos en India, China y Japón. Se le dio una enorme cantidad de libertad y discreción, especialmente para alguien tan joven, y era responsable sólo ante el superior general de la Compañía de Jesús en Roma, Italia. Su imponente presencia sólo se incrementó en toda su altura inusual, lo suficiente como para "llamar la atención en Europa y atraer a las multitudes en Japón." Valignano formó una estrategia básica para el proselitismo católico, que normalmente se llama "adaptacionismo". Puso el avance de la superior influencia jesuita agregándose a la conducta cristiana tradicional. Trató de evitar fricciones culturales al hacer un compromiso con las costumbres locales que otros misioneros vieron entrar en conflicto con los valores católicos. Su estrategia fue un contraste con la de órdenes mendicantes de franciscanos y dominicos, por las que él trabajó duro para bloquear su entrada a Japón y más tarde condujo a la controversia de los ritos chinos.

## Primera visita a Macao
Poco después de que Valignano llegó a Macao, China, desde Goa, India, en septiembre de 1578 se dio cuenta de que ninguno de los misioneros destinados en Macao ha logrado establecerse en la China continental. En su opinión, para mejorar la tasa de penetración de los jesuitas en el país y su éxito en la conversión de la gente del lugar era necesario primero aprender a hablar, leer y escribir el idioma chino. Para ello le escribe al superior de la orden en la India para pedirle que envíe a Macao una persona que estaría a su altura, llamado Bernardino de Ferraris (1537-1584). Sin embargo, como Ferraris estaba ocupado como el nuevo rector de los jesuitas en Cochin, otro erudito jesuita, Michele Ruggieri (羅明堅), fue enviado a Macao.
Valignano dejó Macao para ir a Japón en julio de 1579, dejando instrucciones para Ruggieri, que iba a llegar en cuestión de días. Una vez Ruggieri comenzó a estudiar chino y se dio cuenta de la inmensidad de la tarea, le escribió a Valignano, pidiéndole que le envíe a Matteo Ricci (利瑪竇) a Macao para compartir el trabajo.Remitido por Valignano al superior de la orden en la India en 1580, la solicitud de Ruggieri se cumplió, y Ricci se reunió con él en Macao el 7 de agosto de 1582. En conjunto, los dos se convertirían en los primeros eruditos europeos de China y su idioma.

## Métodos en Japón

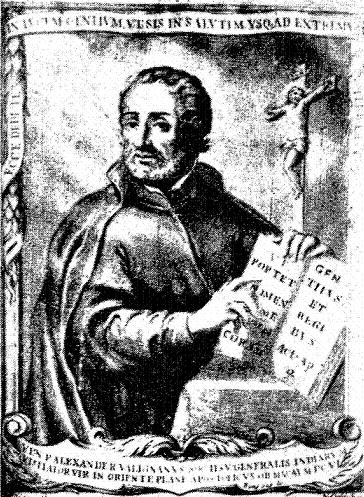
Alessandro Valignano

Valignano hizo la primera visita a Japón desde 1579 hasta 1582. En 1581 escribió Il Cerimoniale per i Missionari del Giappone (La ceremonia para la misión en Japón) para establecer las directrices para los jesuitas. En el escrito asimiló la jerarquía de los jesuitas a la de la secta budista Zen a pesar de que la detestaba. Afirmó que, a fin de no ser despreciado por los japoneses, todo jesuita debía comportarse de acuerdo a la clase que él pertenecía. Como resultado, los padres jesuitas se sirvieron en platos suntuosos de los daimyo (señores feudales) y caminaron alrededor de Nagasaki con criados japoneses armados. Una vida de lujo y las actitudes autoritarias entre los jesuitas en Japón fueron criticadas no solo por rivales órdenes mendicantes, sino también por algunos jesuitas. Además, sus instrucciones detalladas sobre usos y costumbres indican que su comprensión de la cultura japonesa era sólo superficial.
Como fue ordenado por el superior general, dedicó esfuerzos para fomentar sacerdotes japoneses. Obligó a Francisco Cabral, que se oponía a sus planes, a dimitir como superior de la misión jesuita en Japón. Pero no sólo Cabral estaba en desacuerdo con Valignano. De hecho Valignano quedó en minoría dentro de los jesuitas en Japón. Se mostró optimista acerca de la formación de los sacerdotes nativos, pero muchos jesuitas dudaban de la sinceridad de los conversos japoneses. Y el propio Valignano llegó a tener una visión negativa después de su segunda visita en Japón, aunque él no dio por vencida su esperanza. Después de su muerte los informes negativos de Japón se vieron reflejados en las políticas de la sede de la Compañía de Jesús en Roma en 1610, y la orden restringió la admisión y la ordenación de los católicos japoneses. Irónicamente, la persecución por el shogunado Tokugawa obligó a los jesuitas a depender cada vez más de los creyentes japoneses. A pesar de las políticas de la sede, el Colegio Jesuita de San Pablo en Macao, que fue fundado por Valignano, produjo una docena de sacerdotes japoneses.
En su primer arribo a Japón Valignano estaba horrorizado por lo que consideraba que, al menos, por negligencia las peores prácticas, abusivas y poco cristianas por parte del personal de la misión. Valignano escribió más tarde que, aunque la misión había hecho algunos avances importantes durante el mandato de Francisco Cabral, los métodos generales utilizados por el superior fueron muy deficientes. Además de los problemas del estudio de la lengua japonesa y el racismo, algunos de los jesuitas, y en concreto Cabral tenían la costumbre de "considerar las costumbres japonesas siempre como anormal y hablar despectivamente de ellas. Cuando llegué por primera vez a Japón, la nuestra (la multitud por lo general sigue al líder), no mostró ningún cuidado para aprender las costumbres japonesas, pero en el entretenimiento y en otras ocasiones fueron continuamente aumentando en ellos, argumentando en contra de ellos, y expresando su preferencia por nuestros propios caminos a la gran desilusión y disgusto de los japoneses".
Hay una creencia implícita en la escritura del visitador de que los líderes influyen y son responsables de la conducta de los de menor rango. Por lo tanto, en opinión de Valignano, cualquier interrupción en el comportamiento de la misión hacia el japonés era sin duda un resultado de la pesadumbre de Cabral. De inmediato comenzó a reformar muchos aspectos de la misión, y siempre que le era posible, socavó la autoridad de Cabral como superior de la misión jesuita a Japón.

### Curso de idiomas
Los cursos de idiomas siempre era uno de los problemas centrales de la misión. Antes de que el visitador llegara a Japón 17 de los misioneros nombrados personalmente por Valignano le escribieron quejándose de que la enseñanza de idiomas no existía del todo. Cabral había protestado que era imposible para los europeos aprender japonés y que, incluso después de quince años de estudio de los padres apenas podían predicar un sermón, ni siquiera para los cristianos conversos.
El primer acto oficial de Valignano al llegar a Japón fue que todos los nuevos misioneros en la provincia pasaran dos años en un curso del idioma nipón, separando a los recién llegados a pasos agigantados desde los primeros esfuerzos entusiastas pero pomposo de San Francisco Javier. En 1595 Valignano podía jactarse en una carta que los jesuitas no solo imprimían una gramática y un diccionario del japonés, sino también varios libros (sobre todo de la vida de los santos y de los mártires) enteramente en japonés. El cuerpo principal de la gramática y el diccionario fue compilado a partir de 1590-1603; cuando terminó, fue un volumen verdaderamente integral con el diccionario solo contiene 32.798 entradas.
Cuando Cabral había trabajado para excluir a los japoneses de ir más allá de hermanos en la Compañía de Jesús, Valignano insistió en que fueran tratados por igual a todos los europeos y mientras los seminaristas japoneses aprendería latín para uso sacramental, el visitador observaba que se los europeos son los que deben aprender las costumbres japonesas y no al revés. Esto, hay que añadir, era todo lo contrario de la opinión manifestada por Cabral de que los japoneses debían de adaptarse a las ideas y modos de pensar occidentales.

## Fundación de los seminarios

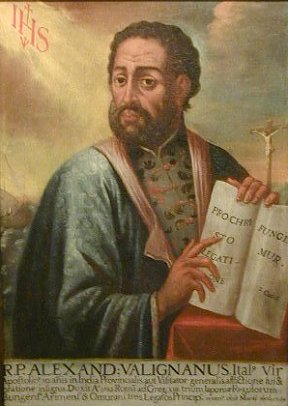
Alessandro Valignano.

La necesidad de un clero nativo capacitado era importante para Valignano, y así, en 1580 un monasterio budista vacío desde hacía poco en la provincia de Arima se convirtió en un incipiente seminario. 22 jóvenes conversos japoneses comenzaron con el proceso de enseñanza de las órdenes sagradas. El proceso se repitió dos años más tarde en Azuchi, donde los seminaristas eran 33.
La primera orden del día en los seminarios sería la enseñanza de idiomas. Valignano dejó claro que todos los seminaristas, cualquiera que sea su origen, recibirían la educación en latín y japonés. Después los estudiantes fueron educados en teología, filosofía y doctrina cristiana. Esto era típico de la educación jesuita, y refleja el estado de la educación jesuita en Europa. Pero había algunas diferencias significativas. Por un lado, como el seminario de Arima era antes un monasterio budista, y porque Valignano hizo hincapié en la necesidad de adaptación cultural, la decoración original se quedó prácticamente sin cambios; este patrón se repitió en otros seminarios, y, en 1580 los "Principios para la Administración de Seminarios japoneses", que entra en gran detalle acerca de los métodos de seminario, Valignano señala que las "esteras de tatami se deben cambiar cada año" y que los estudiantes deben de cambiar los "katabira (ropa de verano) o kimonos de algodón azul" y al aire libre un "dobuku" (manto negro)". Los estudiantes fueron instruidos para comer arroz blanco con salsa en un plato de pescado.
El propósito de Valignano es muy claro. Los seminarios eran instituciones jesuíticas típicas de educación humanística y exploración teológica, pero su estilo de vida era totalmente japonés. Ellos fueron cuidadosamente diseñados para combinar, en la medida de lo posible, las sensibilidades japonesas con la ideología europea. En resumen eran un lugar perfecto para entrenar a predicadores japoneses, hombres que atraen tanto a sus familias y amigos, y también a la sociedad. Algunos expertos suponen que Valignano estaba tratando activamente de replicar la institución japonesa de dojuku o noviciado monástico. Esta es probablemente una interpretación conveniente, ya que parece que a la que los seminarios católicos apelaban, pero en el típico estilo jesuita no se limitaban a muchos de los hijos de los ricos nobles que, como tradición budista, entraban como novicio en un monasterio.
La mente metódica y organizada de Valignano es evidente en todos los aspectos de la organización de la misión. Anexo a sus "Principios para la administración de seminarios japoneses" había un programa diario completo para un seminarista japonés. Como era de esperar las actividades programadas incluían la enseñanza del latín y el japonés todos los días con un poco de la música coral.

### El éxito de sus reformas de los seminarios
A pesar de su gran idealismo, no está claro qué tan exitosas eran realmente las reformas de los seminarios de Valignano. Ellas estimularon ciertamente a conversos japoneses a unirse a la orden; en la década después de la primera visita de Valignano 60 japoneses nativos se unieron a los jesuitas como novicios. Pero hubo problemas. Pocos monjes budistas estaban obligados a vivir bajo un estado de estricta pobreza como la que los jesuitas hacen cumplir, y porque la entrega de regalos es una parte tan importante de las relaciones sociales japonesas, la incapacidad de los novicios para aceptar estos regalos, sin duda, contribuyó a enajenarlos de sus familias.
Además, la forma ignaciana de espiritualidad, con su énfasis en la confesión y el examen de conciencia golpeó a los seminaristas como terriblemente inadecuada. Valignano, Cabral, y otros habían señalado con frecuencia cómo la cultura japonesa insistía en la supresión y ocultamiento de la emoción. Este problema se ve agravado por la incapacidad de la mayoría de los jesuitas de hablar o entender el idioma con fluidez. Revelar todos los pensamientos secretos a otro, a través de un intérprete, fue visto como una grave violación de las costumbres sociales. 
Por último, pero aún más importante, la cultura japonesa no considera la vida religiosa como algo totalmente separada de la vida secular en el sentido de que los jesuitas entendían. En la mayoría de comunidades budistas, es común, si no es de esperar, que los hombres y las mujeres pasen algún tiempo en reclusión como un monje o una monja durante algunos años o meses. No era un deshonor para un monje de tomar los votos por un periodo limitado de tiempo y luego regresar a su ocupación normal, mientras que la Contrarreforma de la Iglesia Católica, con su énfasis en la vocación y eterno sacerdocio, era más diferente.

## El mercantilismo y el puerto de Nagasaki

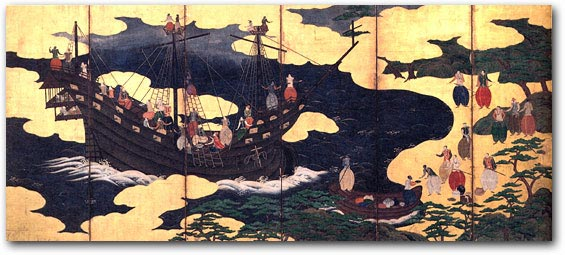
"La
llegada de los bárbaros del sur", pintura del (Nagasaki).

A medida que la misión comenzó a expandirse rápidamente las dificultades financieras comenzaron a surgir. Todas las instituciones jesuitas: los seminarios, las escuelas, las imprentas y las misiones requerían dinero para ser financiadas. Este conflicto eterno, que Valignano describe como la que existe entre "Dios y Mamon", se extendió durante la mayor parte de la historia de la misión.
Originalmente los daimyo locales japoneses trataron de ganarse el favor de la administración de los jesuitas con el fin de que los barcos mercantes portugueses visitaran sus puertos locales con más frecuencia. Todo esto cambió en 1580 cuando el padre Vilela convirtió al daimyo Ōmura Sumitada que controlaba el puerto de Nagasaki. Como regaló el puerto, que entonces no era más que un pequeño pueblo de pescadores, fue cedido al control de la orden al igual que la fortaleza en el puerto.
El superior general en Roma fue sorprendido por la noticia de una adquisición tan flagrante de la propiedad y dio instrucciones firmes de que el control de los jesuitas de Nagasaki debía ser solo temporal. Pero como la mayoría de las sugerencias venían de Europa, Cabral y Valignano decidieron ignorar mucho de eso, sobre todo porque, como Valignano explicaría más tarde, la ciudad se convirtió rápidamente en un refugio para los cristianos desplazados y perseguidos.
Bajo el control de los jesuitas Nagasaki crecería de un pueblo con una sola calle a un puerto internacional que rivalizaba con la influencia de Goa o Macao. La propiedad jesuita del puerto de Nagasaki dio a la orden un monopolio de los impuestos sobre todos los productos importados que lleganban a Japón. La orden era más activa en el comercio japonés de plata, en el que grandes cantidades de plata nipona sería enviada a Cantón a cambio de la seda de China, pero los superiores de la misión eran conscientes del mal sabor inherente de participación de la orden en las transacciones mercantiles y decidieron mantener el tráfico a un mínimo.

### Los conflictos con Roma
Esta violación de la práctica eclesiástica no pasó desapercibida por los líderes de otras misiones europeas en la zona, o por aquellos que se ganan la vida a través del comercio interasiático. Finalmente, el papa Gregorio XIII se vio obligado a intervenir, y, en 1585, la Santa Sede ordenó el cese inmediato de todas las actividades mercantiles de la Compañía de Jesús. Valignano hizo un llamamiento al papa, diciendo que iba a renunciar a todo el comercio en cuanto los 12,000 ducados necesarios para cubrir sus gastos anuales fueran remitidas por otra fuente. El abandono del comercio de la seda, dijo, sería el equivalente a abandonar la misión en Japón, que fue sin duda cierto. En una carta al superior general Valignano pidió clemencia y, sobre todo, la confianza: "Su paternidad debe dejar este asunto a mi conciencia, porque con la ayuda de Dios, confío en que voy a seguir pensando en ello y también a tener en cuenta el buen nombre de la orden en Japón y China, y cuando me parezca posible hacerlo voy a reducir gradualmente y finalmente abandonar el comercio".
Pero las suficientes finanzas tenían que ser aseguradas de alguna forma. En 1580 la orden se mantenía una comunidad de 150,000 personas, 200 iglesias con 85 jesuitas, entre ellos 20 hermanos japoneses y un número adicional de 100 acólitos. Una década más tarde, había 136 jesuitas en Japón, con un personal de hasta 300. Había alrededor de 600 personas que dependían totalmente de los fondos de la orden; todo esto, además de la construcción y mantenimiento de iglesias, escuelas , seminarios y la imprenta costaban mucho dinero. Situado en el contexto de la extrema pobreza que afectó a Japón durante esta época, no es de extrañar que Valignano autorizó confiar a la misión el impuesto sobre la renta que proporcionaba el puerto de Nagasaki.

## Muerte y declive de la misión
Alessandro Valignano ejerció su posición como visitador, supervisando todas las misiones jesuitas en Asia desde el principal puerto portugués de Macao, pero su enfoque principal fue siempre en la misión japonesa. En 1600, la misión jesuita estaba en declive debido a la persecución del Kanpaku Toyotomi Hideyoshi y después, más severamente, bajo los Tokugawa.
Tokugawa Ieyasu trabajó diligentemente para frustrar todos los intentos europeos de restablecer el contacto con Japón, de forma religiosa o de otra manera, después de su ascenso al poder en 1603. Todos los samuráis y miembros del ejército fueron obligados a abjurar del cristianismo y a eliminar emblemas o diseños cristianos de su ropa. Más tarde, a los daimyo y los plebeyos se les ordenó seguir las mismas restricciones. En 1636, Tokugawa Iemitsu promulgó la Sakoku edicto que terminó con casi todo contacto con el mundo exterior. A los barcos japoneses se les prohibió salir del país bajo pena de muerte, así como cualquier japonés que intentara regresar del extranjero sería igualmente ejecutado. La política de aislamiento acabó en 1853 mediante el uso de la fuerza por parte del comodoro estadounidense Matthew Perry, iniciando un período de rápida modernización con la Restauración Meiji que volvió a abrir el país a la comunidad internacional. 
Valignano murió en Macao en enero de 1606 y uno de sus admiradores jesuitas señaló en su Panegírico: "En [Dios] nos lamentamos no sólo de nuestro anterior visitador, pero también, como dirían algunos, el apóstol del Japón".

## Legado

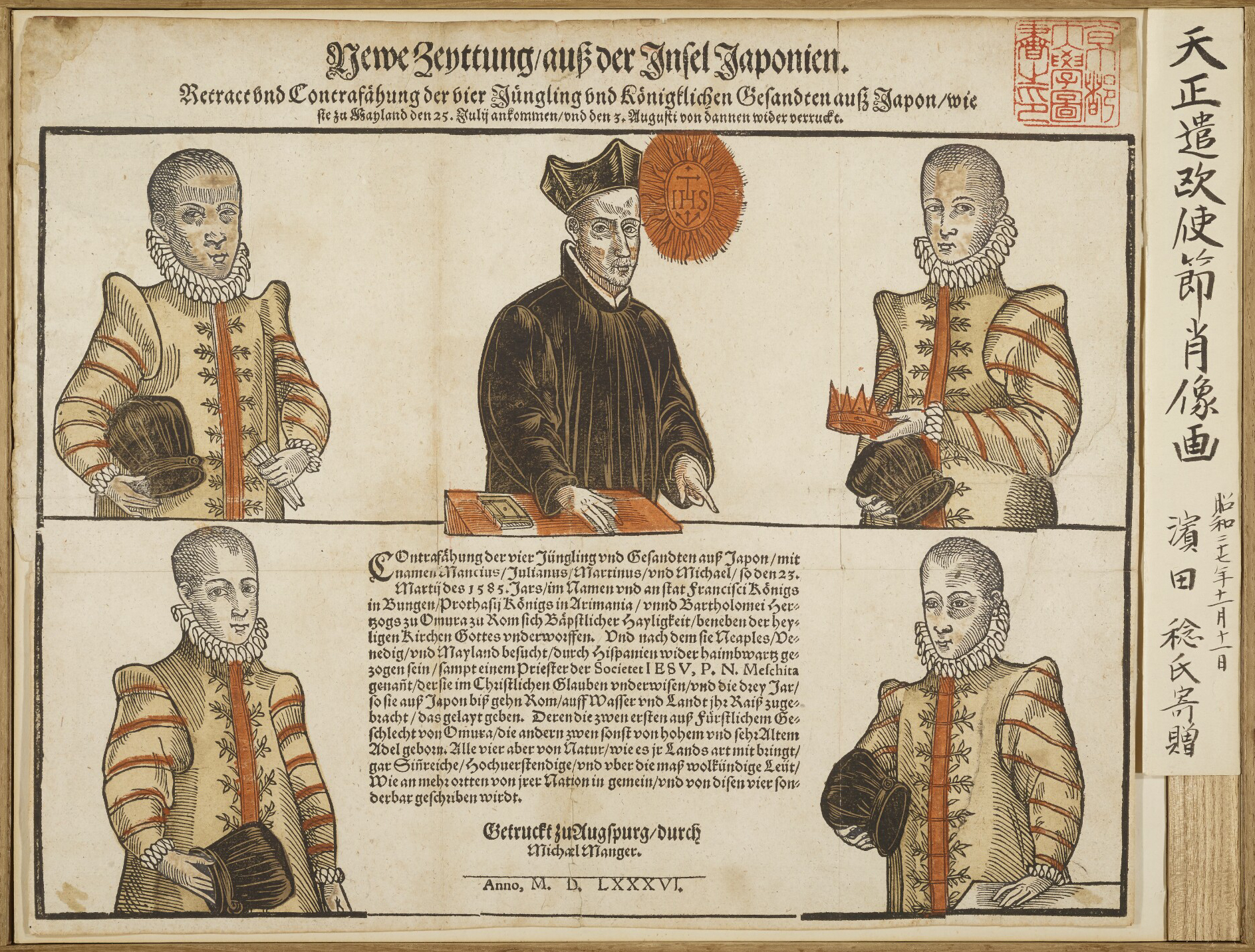
Los cuatro japoneses enviados a Europa por Valignano, junto al padre Mesquita en 1586.

Valignano fundó el Colegio Jesuita de San Pablo en Macao. Viajó a Goa y visitó Japón en tres ocasiones: en 1579, cuando se quedó tres años; en 1590-92 y de 1598 a 1603.
Valignano buscó el camino para una relación más estrecha entre los pueblos de Asia y Europa mediante la promoción de la igualdad de trato de todos los seres humanos. Él era un gran admirador del pueblo japonés y la visión de un futuro en que Japón sería uno de los países cristianos más importantes del mundo. Él escribió la célebre frase de que los japoneses: "Son excelentes no sólo a todos los demás pueblos orientales, ellos también superan a los europeos" (Alessandro Valignano, 1584, "Historia del principio y Progreso de la Compañía de Jesús en las Indias Orientales (1542-1564)" ). 
Envió a Europa cuatro nobles jóvenes japoneses, dirigidos por Mancio Ito. Este fue el primer envío oficial de Japón a Europa.